# Plagiodontia
Plagiodontia — рід гризунів підродини Хутієвих. У перекладі з грецької «Plagiodontia» означає «косий зуб». Складається з двох видів:
- Вид Plagiodontia aedium (хутія гаїтянська)
- Вид †Plagiodontia ipnaeum (хутія саманська)
- Вид †Plagiodontia spelaeum